# Charles Eldridge
Charles Eldridge (Saratoga Springs, 25 luglio 1854 – New York, 29 ottobre 1922) è stato un attore statunitense.

## Biografia
Charles Eldridge fu un attore teatrale e cinematografico attivo a fine Ottocento e primo Novecento. Nella sua carriera girò oltre cento e cinquanta film, molti dei quali cortometraggi. Iniziò a recitare in teatro negli anni settanta dell'Ottocento, apparendo anche a Broadway almeno una volta, nel 1899, in una produzione di Charles Frohman. Nel 1910, cominciò a lavorare anche per il cinema. Fu essenzialmente un attore caratterista, a parte qualche ruolo principale come quello in Polly of the Circus dove recitò a fianco di Mae Marsh e Vernon Steele e Ashamed of Parents del 1922, che lo vide protagonista insieme a Edith Stockton.
Il suo ultimo film fu, nel 1922, No Trespassing dove ebbe un ruolo secondario accanto alla coppia Vernon e Irene Castle. Il film fu distribuito l'11 giugno 1922 ed Eldridge sarebbe morto poco dopo, il 29 ottobre 1922 a New York.

## Filmografia

### 1910-1911
- The Legacy – cortometraggio (1910)
- An Innocent Burglar, regia di Van Dyke Brooke – cortometraggio (1911)
- The Life Boat, regia di Jay Hunt – cortometraggio (1911)
- His Last Cent, regia di Van Dyke Brooke – cortometraggio (1911)
- The Ventriloquist's Trunk, regia di Frederick A. Thomson – cortometraggio (1911)
- A Reformed Santa Claus – cortometraggio (1911)
- The Younger Brother – cortometraggio (1911)

### 1912
- A Romance of Wall Street, regia di Van Dyke Brooke e Maurice Costello – cortometraggio (1912)
- Captain Jenks' Dilemma – cortometraggio (1912)
- The Law or the Lady, regia di Van Dyke Brooke e Maurice Costello – cortometraggio (1912)
- The Meeting of the Ways – cortometraggio (1912)
- The First Violin, regia di Van Dyke Brooke – cortometraggio (1912)
- A Cure for Pokeritis, regia di Laurence Trimble – cortometraggio (1912)
- Stenographers Wanted – cortometraggio (1912)
- Mr. Bolter's Infatuation, regia di George D. Baker – cortometraggio (1912)
- Her Forgotten Dancing Shoes – cortometraggio (1912)
- Captain Jenks' Diplomacy, regia di Van Dyke Brooke – cortometraggio (1912)
- The Old Kent Road, regia di Van Dyke Brooke e Maurice Costello – cortometraggio (1912)
- When Daddy Was Wise – cortometraggio (1912)
- The Spider's Web, regia di Van Dyke Brooke e Maurice Costello – cortometraggio (1912)
- The Man Under the Bed – cortometraggio (1912)
- The Picture Idol, regia di James Young – cortometraggio (1912)
- An Eventful Elopement, regia di William V. Ranous – cortometraggio (1912)
- Who's to Win?, regia di Frederick A. Thomson – cortometraggio (1912)
- Half a Hero, regia di James Young – cortometraggio (1912)
- Lincoln's Gettysburg Address, regia di James Stuart Blacktone James Young – cortometraggio (1912)
- The Cross Roads, regia di Frederick A. Thomson – cortometraggio (1912)
- The Lovesick Maidens of Cuddleton, regia di George D. Baker – cortometraggio (1912)
- She Cried, regia di Albert W. Hale – cortometraggio (1912)
- The Red Barrier – cortometraggio (1912)
- As You Like It, regia di James Stuart Blackton, Charles Kent e James Young – cortometraggio (1912)
- An Elephant on Their Hands, regia di Frederick A. Thomson – cortometraggio (1912)
- Poet and Peasant, regia di William V. Ranous – cortometraggio (1912)
- The Professor and the Lady, regia di Ralph Ince – cortometraggio (1912)
- The Model for St. John, regia di James Young – cortometraggio (1912)
- Doctor Bridget, regia di Frederick A. Thomson – cortometraggio (1912)
- Who Stole Bunny's Umbrella?, regia di Frederick A. Thomson – cortometraggio (1912)
- Following the Star – cortometraggio (1912)
- The Reincarnation of Karma, regia di Van Dyke Brooke – cortometraggio (1912)

### 1913
- The Adventure of the Counterfeit Bills, regia di Maurice Costello – cortometraggio (1913)
- The Adventure of the Ambassador's Disappearance, regia di Maurice Costello – cortometraggio (1913)
- The Little Minister, regia di James Young – cortometraggio (1913)
- When Mary Grew Up, regia di James Young – cortometraggio (1913)
- It Made Him Mad, regia di James Young – cortometraggio (1913)
- The Joke Wasn't on Ben Bolt, regia di Charles Kent – cortometraggio (1913)
- The Weapon, regia di Maurice Costello – cortometraggio (1913)
- The Locket; or, When She Was Twenty, regia di Frederick A. Thomson – cortometraggio (1913)
- Suspicious Henry, regia di Frederick A. Thomson – cortometraggio (1913)
- Four Days – cortometraggio (1913)
- The Final Justice, regia di Bert Angeles – cortometraggio
- Tim Grogan's Foundling, regia di Van Dyke Brooke – cortometraggio (1913)
- His Honor, the Mayor, regia di Frederick A. Thomson – cortometraggio (1913)
- Dick, the Dead Shot, regia di Van Dyke Brooke – cortometraggio (1913)
- Love Laughs at Locksmiths; or, Love Finds a Way, regia di Ralph Ince – cortometraggio (1913)
- Bunny's Honeymoon, regia di Wilfrid North – cortometraggio (1913)
- O'Hara and the Youthful Prodigal, regia di Van Dyke Brooke – cortometraggio (1913)
- Bingles Mends the Clock, regia di Frederick A. Thomson – cortometraggio (1913)
- Mr. Horatio Sparkins, regia di Van Dyke Brooke – cortometraggio (1913)
- The Amateur Lion Tamer, regia di Frederick A. Thomson – cortometraggio (1913)
- Bunny as a Reporter, regia di Wilfrid North – cortometraggio (1913)
- The Butler's Secret, regia di William Humphrey – cortometraggio (1913)
- The Coming of Gretchen, regia di Bert Angeles – cortometraggio (1913)
- 'Arriet's Baby, regia di Van Dyke Brooke – cortometraggio (1913)
- No Sweets, regia di Van Dyke Brooke – cortometraggio (1913)
- Count Barber, regia di Bert Angeles – cortometraggio (1913)
- The Pickpocket, regia di George D. Baker – cortometraggio (1913)
- When Society Calls, regia di Wilfrid North – cortometraggio (1913)
- The Intruder, regia di Maurice Costello e Wilfrid North – cortometraggio (1913)
- When the Press Speaks, regia di George D. Baker – cortometraggio (1913)
- Fortune's Turn, regia di Wilfrid North – cortometraggio (1913)
- Bunny for the Cause, regia di Wilfrid North – cortometraggio (1913)
- Under the Daisies; or, As a Tale That Is Told, regia di Van Dyke Brooke – cortometraggio (1913)
- The Pirates, regia di George D. Baker – cortometraggio (1913)
- The Next Generation, regia di L. Rogers Lytton – cortometraggio
- The Hoodoo Umbrella, regia di Bert Angeles – cortometraggio (1913)
- Why I Am Here, regia di Ralph Ince – cortometraggio (1913)
- Love vs. Law
- Up in a Balloon, regia di James Young – cortometraggio (1913)

### 1914
- The Silver Loving Cup, regia di Frank Hall Crane – cortometraggio (1914)
- Forgetting, regia di Hobart Henley – cortometraggio (1914)
- Where There's a Will There's a Way, regia di Hobart Henley – cortometraggio (1914)
- The Sea Coast of Bohemia – cortometraggio (1914)
- Temper vs. Temper, regia di Hobart Henley, Ray C. Smallwood – cortometraggio (1914)
- Beneath the Mask
- His Last Chance, regia di Frank Hall Crane – cortometraggio (1914)
- Mr. Bingle's Melodrama, regia di George D. Baker – cortometraggio (1914)
- Two Stepchildren, regia di Theodore Marston – cortometraggio (1914)
- The Winning Trick, regia di Wilfrid North – cortometraggio (1914)
- Private Bunny, regia di George D. Baker – cortometraggio (1914)
- Memories in Men's Souls, regia di Van Dyke Brooke – cortometraggio (1914)
- The Locked House, regia di George D. Baker – cortometraggio (1914)
- Through Life's Window, regia di Maurice Costello, Robert Gaillard – cortometraggio (1914)
- Taken by Storm, regia di James Young – cortometraggio (1914)
- The Woes of a Waitress, regia di Maurice Costello, Robert Gaillard – cortometraggio (1914)
- The Ageless Sex. regia di Harry Lambert – cortometraggio (1914)
- Hearts and Diamonds, regia di George D. Baker – cortometraggio (1914)
- Fatty's Sweetheart, regia di Ralph Ince – cortometraggio (1914)
- The Strange Story of Sylvia Gray, regia di Charles L. Gaskill (1914)
- Bunny Backslides, regia di George D. Baker – cortometraggio (1914)
- In the Land of Arcadia, regia di Wilfrid North – cortometraggio (1914)
- Fixing Their Dads, regia di George D. Baker – cortometraggio (1914)

### 1915
- The Man, the Mission and the Maid
- Hearts and the Highway
- Breaking In
- The Wheels of Justice, regia di Theodore Marston (1915)
- The Quality of Mercy, regia di Lionel Belmore – cortometraggio (1915)
- The Jarr Family Discovers Harlem
- Mr. Jarr and the Lady Reformer
- Cutey Becomes a Landlord
- The Vanishing Vault
- The Jarrs Visit Arcadia
- Mr. Jarr Visits His Home Town
- Playing the Game
- Mrs. Jarr and the Beauty Treatment
- Fair, Fat and Saucy
- Mr. Jarr and the Ladies' Cup
- Philanthropic Tommy
- Mr. Jarr and Love's Young Dream
- Mr. Jarr and the Captive Maiden
- Crooky
- The Mystery of Mary
- Mr. Jarr and Circumstantial Evidence
- Mr. Jarr and the Visiting Firemen
- Mrs. Jarr and the Society Circus
- One Performance Only
- The Lure of a Widow
- The Man Who Couldn't Beat God
- Quits
- Brown's Summer Boarders
- The Cave Man
- Patent Food Conveyor

### 1916
- The Surprises of an Empty Hotel, regia di Theodore Marston (1916)
- You're Next, regia di Wally Van – cortometraggio (1916)
- As in a Looking Glass, regia di Frank Hall Crane (1916)
- Stung!, regia di Wally Van – cortometraggio (1916)
- The Pretenders, regia di George D. Baker (1916)
- The Wheel of the Law, regia di George D. Baker (1916)
- Ignorance, regia di James A. Fitzgerald (1916)

### 1917
- The End of the Tour, regia di George D. Baker (1917)
- His Father's Son, regia di George D. Baker (1917)
- The Duchess of Doubt, regia di George D. Baker (1917)
- Polly of the Circus, regia di Edwin L. Hollywood e Charles Horan (1917)

- No Trespassing, regia di Edwin L. Hollywood (1922)